# RFSL
RFSL – Riksförbundet för homosexuellas, bisexuellas, transpersoners, queeras och intersexpersoners rättigheter (före 2007: Riksförbundet för sexuellt likaberättigande) är en svensk politisk och ideell organisation för "homosexuella, bisexuella och transpersoner (HBT)". Förbundet, som grundades 1950, bedriver en aktiv sexualpolitisk verksamhet samtidigt som förbundets avdelningar runt om i Sverige skapar sociala mötesplatser. Förbundet arbetar mot homofobi, bifobi och transfobi, som skapar ett sämre mående för HBTQI-personer.

## Historik

### Tidiga år
RFSL grundades på ett möte 21 oktober 1950 som en avdelning av danska Forbundet af 1948. Initiativet var Allan Hellmans, som varit den förste med att i svenska media öppet berätta om sin homosexualitet. År 1952 bildades RFSL som egen organisation och under detta namn. Den uttalade målgruppen var homosexuella. Året därpå krävde RFSL i en skrivelse till socialdepartementet rätt till äktenskap för homosexuella. Förbundet är med sin långa historia en av världens äldsta organisationer som arbetar för homo-, bisexuella och transpersoners (HBT) rättigheter i samhället.[källa behövs]
I början av femtiotalet hade RFSL verksamhet i Stockholm men också en avdelning, Friends Club, i Göteborg. Några år senare, 1957, bildades formellt två avdelningar i Stockholm, Diana för kvinnor och Kretsen för män. Året därpå bildades numera avsomnade avdelningen Albatross, avsedd för medlemmar utanför Stockholm och Göteborg. I början av sjuttiotalet, 1971, hade en mängd avdelningar bildats och organisationen formaliserades något genom att dessa fick namn utifrån orten, istället för att som tidigare heta allt från Club Liberté i Borås till Clob Hobile i Gävle. En avdelning för ungdomar bildades 1999, ur föregångaren RFSL-U, ett tidigt ungdomsförbund, och av den avdelningen bildades 2003 RFSL Ungdom, ett fristående ungdomsförbund med nära samarbete med RFSL.[källa behövs]
Under 1950- och 60-talen kännetecknades RFSL:s politik av en ”assimileringsstrategi”. Denna innebar att homo- och bisexuella skulle framställas som ”normala”, att de inte väsentligt skilde sig från heterosexuella. Men det fanns en skillnad mellan vad som officiellt visades upp och vad som internt tilläts. Förbundet tog avstånd från transvestiter och handlingar som inte ansågs respektabla, men internt fanns en större tolerans.
RFSL:s första egna lokal kallades Timmy och låg på Timmermansgatan i Stockholm. Den invigdes 1964. RFSL Förbundet och RFSL Stockholm hade efter 1988 och 20 år framåt sina lokaler på Sveavägen 59. Numera finns lokalerna på Södermalm i Stockholm.[källa behövs]

### 1970- till 1990-talet
I början av sjuttiotalet blev RFSL mer politiskt verksamt, från att tidigare huvudsakligen haft verksamhet av social karaktär. Skolinformationsverksamheten startade 1970 och 1971 inkluderades formellt även bisexuella i organisationens målgrupp. En viktig inspiration vid tiden var Gay Liberation-rörelsen i USA, som i kölvattnet av Stonewallupproret 1969 avvisat tidigare generationers "assimileringsstrategi". I Sverige fick Gay Liberation fäste genom bland annat tidskriften Revolt och föreningen Gay Power Club i Örebro, som anordnade landets första öppet homopolitiska demonstrationer.
När riksdagen 1973 uttalade att homosexuell samlevnad ”är en ur samhällets synpunkt fullt acceptabel samlevnadsform” hade RFSL hunnit få kring 1000 medlemmar. De första Frigörelsedagarna arrangerades 1977 av RFSL Stockholm. Dessa blev snabbt en manifestation för homokamp, kultur och nöje som lockade deltagare från hela landet och bytte under nittotalet namn till homofestivalen. Ur detta växte sedan Pridefestivalen, som arrangerades första gången 1998, då i form av Europride. I samband med att festivalen bytte namn övergick den också till att helt arrangeras av en fristående organisation, Stockholm Pride.
1979 ockuperade ett antal medlemmar i RFSL och andra homoaktivister trappan i Socialstyrelsens lokaler, i en manifestation för att få bort sjukdomsklasificeringen av homosexualitet. Enstaka homosexuella sjukskrev sig också, för att demonstrera det absurda i sjukdomsklassificeringen, och en person fick också slutligen sjukpenning för den dagen. Senare under året såg Socialstyrelsens nytillträdda chef, Barbro Westerholm, till att sjukdomsklassificeringen togs bort.
Inom RFSL bildades år 1980 avdelningen Benjamin, för transsexuella medlemmar. Avdelningens verksamhet minskade under åren och 1985 uträdde delar av de kvarvarande medlemmarna ur RFSL och bildade egen förening, Föreningen Benjamin, som i ombildad form var verksam till i mitten av 2010-talet. Andra medlemmar stannade kvar och ingick i andra RFSL-avdelningar istället. Inkluderandet av transpersoner diskuterades inom organisationen från mitten på nittiotalet och 2001 inkluderade man transpersoner i sin målgrupp.[källa behövs]
AIDS och HIV gjorde sitt intåg i Sverige i början av åttiotalet och 1981 skedde det första dödsfallet i AIDS. RFSL arbetade tidigt med information och preventiva åtgärder, och gick ut med rekommendationer att homosexuella skulle avstå från att lämna blod redan innan Socialstyrelsen kom med liknande rekommendationer. 1986 startade RFSL-Rådgivningen i Stockholm och RFSL:s hivkansli påbörjade sin hiv-preventiva verksamhet.[källa behövs]
1986 kom också resultatet av den stora parlamentariska "homosexutredningen" som hade pågått 1979-1984. Utredningen hade haft i uppdrag att undersöka ”eventuell kvarvarande diskriminering” i lagstiftningen. Man föreslog bland annat någon form av äktenskapslag, diskrimineringsskydd och skydd enligt hetslagen. Detta resulterade efter påverkansarbete från RFSL sedan i en partnerskapslag 1995, en första form av diskrimineringsskydd inom arbetslivet och instiftandet av Ombudsmannen mot diskriminering på grund av sexuell läggning, HomO år 1999 och förbud mot hets mot folkgrupp på grund av sexuell läggning 2003.[källa behövs]

### Efter 2000
Under 2000-talet drevs flera viktiga lagreformer igenom. 2001 kom utredningen om Homosexuella och barn, där homosexuella par fick möjlighet att prövas som adoptivföräldrar, något som tidigare varit förbjudet. Beslut i den frågan togs i riksdagen efter proposition från regeringen 2002. RFSL drev en kampanj för att förändringen skulle bli verklighet. Lagen kom att gälla från och med 2003.[källa behövs]

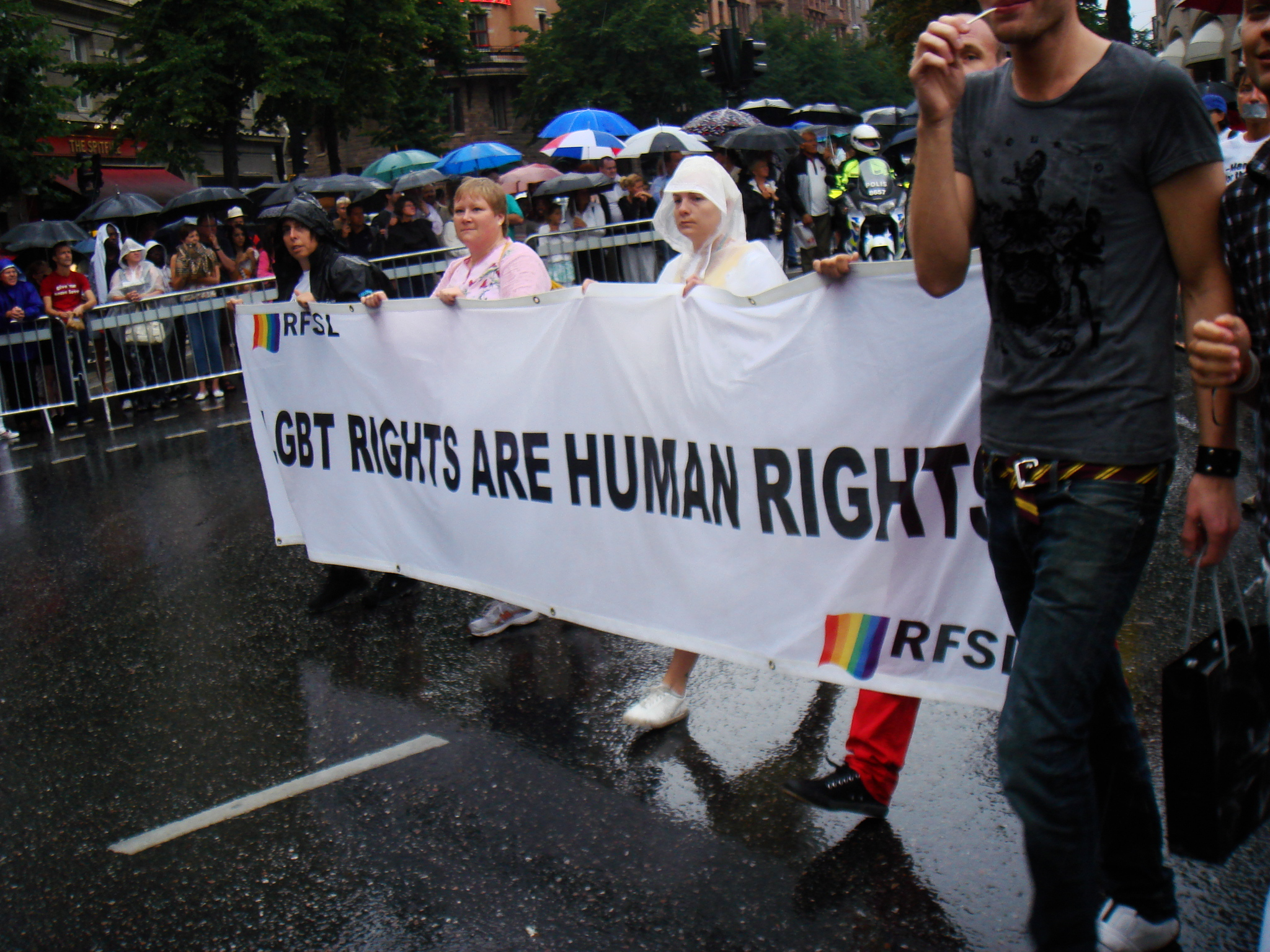
RFSL under EuroPride i Stockholm 2008

I mars 2003 kom dåvarande regering med en proposition om en ändring i sambolagstiftningen så att den gällde lika oavsett om en person är tillsammans med en kvinna eller man. Ett beslut som riksdagen tog samma vår och som sedan kom att gälla från och med 1 juli 2003.[källa behövs]
2004 kom frågan om insemination i lesbiska relationer. Det var en fråga som RFSL hade drivit i många år och som fanns med i utredningen om barn i homosexuella familjer men som kom att utelämnas i propositionen om homosexuella med barn. Dåvarande regering lämnade propositionen till riksdagen och lagen kom att gälla från 1 juli 2005.[källa behövs]
2007 kom RFSL att av FN bli godkänd som frivilligorganisation och erhålla ECOSOC-status. RFSL var en av de första HBT-organisationerna i världen som fick denna status i FN-systemet.
Sedan 1953 hade RFSL drivit frågan om äktenskap för samkönade parrelationer, något som blev verklighet 2009 när en könsneutral äktenskapslagstiftning infördes. På samma sätt som i frågan om registrerat partnerskap kom frågan att drivas igenom genom ett så kallat utskottsinitiativ.[källa behövs]

#### Namnbyte
RFSL – Riksförbundet för sexuellt likaberättigande bytte namn 2 juli 2007 till RFSL – Riksförbundet för homosexuellas, bisexuellas och transpersoners rättigheter för att tydligare visa att de arbetar för alla hbt-personers rättigheter. RFSL motiverar namnbytet med att: "Namnbytet från Riksförbundet för sexuellt likaberättigande till RFSL - Riksförbundet för homosexuellas, bisexuellas och transpersoners rättigheter görs för att tydligare visa organisationens målsättning och dess medlemmar." 2014 gjordes ett tillägg i utläsningen, till att förbundet heter RFSL – Riksförbundet för homosexuellas, bisexuellas, transpersoners och queeras rättigheter.
Under 2018 års kongress antogs ytterligare ett förslag på namnändring till Riksförbundet för homosexuellas, bisexuellas, transpersoners, queeras och intersexpersoners rättigheter. Ändringen, som fullföljdes 2019, bekräftade intersexpersoner som en av organisationens målgrupper.

### Attacker mot organisationen
RFSL:s olika lokalavdelningar har vid flera tillfällen utsatts för olika former av attacker, riktade mot lokaler och besökare. Vid två tillfällen under 2005 blev RFSL Nords lokal Polstjärnan attackerad med brandbomber, och 2008 vandaliserades lokalen igen. 2009 fick RFSL Kristianstad sina lokaler utsatta för skadegörelse och 2006 trängde sig en grupp nazister in under en fest och misshandlade besökare. RFSL Sundsvall har fått sina fönster vandaliserade liksom RFSL Falun och RFSL Borås.
RFSL Malmö fick under en julmiddag materiel stulna och lokalens port nedkladdad med ägg och 2007 krossades två fönster och entrédörren hos RFSL Stockholm av gatstenar med påmålade symboler för Svenska Motståndsrörelsen, den nynazistiska organisationen NMR:s svenska avdelning. Samma år bröt sig en ensam gärningsman in i RFSL Stockholms lokaler och försökte döda en kvinnlig anställd med en yxa. Gärningsmannen uppgav i förhör att orsaken till att han attackerade kvinnan var att "Det var en desperat handling för att få samhället att reagera." Och hur han under tio års tid stört sig på att samhället i allt högre grad tagit ställning för homosexuella.

## Organisation
RFSL består av tre separata organisationer:
- RFSL Förbundet (medlemsorganisation bestående av avdelningar)
- RFSL:s Insamlingsstiftelse ("Insamlingsstiftelsen RFSL")
- RFSL Media & Info AB (försäljning av utbildningar, konsulttjänster och informationsverksamhet)

RFSL är en federation som består av 36 avdelningar. I nästan alla län finns minst en RFSL-avdelning, från RFSL Malmö i söder till RFSL Luleå och norra Norrbottens län i norr. RFSL Stockholm är landets största avdelning med 1400 medlemmar. Totalt har RFSL-förbundet, alla avdelningsmedlemmar inräknat, drygt 5000 medlemmar. 
En avdelning, RFSL Regnbågen, är inte geografiskt begränsad utan riktar sig främst till döva och hörselskadade hbt-personer, medan RFSL Ungdom riktar sig till ungdomar och unga vuxna utan att geografisk begränsning. RFSL-avdelningarna har ofta ett varierat program, där medlemmarna kan gå på fester och kafékvällar, lyssna på föredrag, delta i studiecirklar, se på filmer, och göra utflykter. På flera orter finns speciella grupper för ungdomar och äldre och inom vissa avdelningar anordnas caféer särskilt för transpersoner.
RFSL:s högsta beslutande organ är dess kongress, som hålls vartannat år. Löpande beslut tas av förbundsstyrelsen, under ledning av en  förbundsordförande och en vice förbundsordförande. Avdelningarna bedriver självständig verksamhet inom ramen för stadgarna, principprogram och andra kongressbeslut. Förbundet har ett förbundskansli med ungefär 30 anställda, som ansvarar för löpande verksamhet.

### Verksamhet

#### Politisk verksamhet
RFSL arbetar med mänskliga rättigheter, mot särskiljande lagstiftning, diskriminering och hatbrott riktade mot hbtqi-personer. Det arbetet sker genom opinionsbildning och politisk påverkan, främst på förbundsnivå men också i avdelningarna gentemot lokala beslutsfattare.[källa behövs]
Den opinionsbildande delen av det politiska arbetet bedrivs främst via pressmeddelanden, debattartiklar, uttalanden i media och informationsverksamhet och ibland via reklamkampanjer, då oftast i ideella samarbeten med olika företag eller reklambyråer. På senare år[när?] har man också framgångsrikt bedrivit opinionsarbete genom att hjälpa enskilda att driva praxisskapande domstolsärenden i rättighetsfrågor.
En del av det centrala politiska påverkansarbetet sker i form av informella och formella möten med beslutsfattare, bland annat genom att ingå i referensgrupper för departement och myndigheter och genom uppvaktningar av riksdagsutskott och ministrar.
RFSL är också formell remissinstans i en mängd frågor som rör hbtqi-personer, i allt från folkhälsofrågor till familjepolitiska frågor eller biståndspolitik. Bland de åsikter som uttalats i remissyttranden återfinns exempelvis åsikter om en nationell cancerstrategi, där man anser att:
"vid genomförande av en nationell cancerstrategi bör samtliga sju diskrimineringsgrunder, kön, könsöverskridande identitet eller uttryck, etnisk tillhörighet, religion eller annan trosuppfattning, funktionshinder, sexuell läggning och ålder, uppmärksammas som faktorer vilka påverkar individens förutsättningar och möjligheter att få en god vård."
Vad gäller den statliga utredningen SOU 2011:8, om fridskränkningsbrott och egenmäktighet med barn anförde RFSL att förbundet ser positivt på utredningens förslag till lagändringar vad gäller
"att överträdelse av kontaktförbud och grov skadegörelse inkluderas i fridskränkningsbrotten. RFSL menar även att ärekränkningsbrotten och övergrepp i rättssak borde kunna ingå i fridskränkningsbrotten, något som utredningen övervägt men avvisat. Gällande brottet egenmäktighet med barn välkomnar RFSL utredningens förslag om att utvidga brottet till att även omfatta kvarhållande av barn av en av vårdnadshavarna."
Ett ytterligare exempel på remissyttrande är ett yttrande om SOU 2012:26 - En ny brottsskadelag, där RFSL uttalar att:
"RFSL anser i förbindelse med utredningens förslag:
-att det finns en inkonsekvens i lagstiftningen när det gäller skydd för särskilt utsatta grupper, och att de diskrimineringsgrunder som återfinns i diskrimineringslagen inte återspeglas i rätten till brottsskadeersättning vid ärekränkning utifrån dessa aspekter,
-att betänkandet saknar en grundlig analys utifrån ett brottsofferperspektiv,
-att utredningen saknar referenser till välkänd kunskap angående omfattningen av hatbrott på internet, och
-att utredningen saknar verksamma förslag som avser möta behovet av att bekämpa brott på internet."
I ett av de äldre remissyttrandena, till 1977 års sexualbrottskommitté, förordade RFSL att någon bestämd åldersgräns för sexuellt umgänge inte borde finnas. I remissyttrandet anförde RFSL bland annat att
”...det kunde ifrågasättas om det inte mer skadade än gagnade unga människor att inte få sexuella erfarenheter i takt med sin övriga personliga utveckling, att det var otillfredsställande att utredningen uttalat sig så negativt om sexuellt umgänge mellan barn och vuxna även i de fall initiativet kom från den yngre samt att de olika omständigheterna vid barns sexuella upplevelser inte granskats särskilt ingående och att barnpsykiatrisk eller barnpsykologisk expertis inte tillkallats.”.
Remissyttrandet är idag mycket kontroversiellt, men var inte fullt lika uppseendeväckande när det angavs. Flera andra remissinstanser framförde liknande åsikter om att avskaffa åldersgränserna för sexuellt umgänge, exempelvis Socialstyrelsen, Skolöverstyrelsen, Sveriges läkarförbund och Fredrika-Bremer-Förbundet. RFSL tar sedan många år tydligt avstånd från åsikten och uttalar bland annat i sitt principprogram:
"RFSL tar avstånd från alla former av sexuella övergrepp och ofrivilligt sexuellt våld. Våldtäkt och sexuella övergrepp mot barn som begås av vuxna är särskilt allvarliga. Sexuella handlingar som förorsakar någon människa ofrivillig skada eller lidande kan aldrig accepteras."
Man tar också i principprogrammet tydligt avstånd till barnpornografi:
"RFSL tar avstånd från pornografiska skildringar där människor medverkar under tvång eller på grund av beroendeställning, där barn förekommer eller där andra former av övergrepp begås."
RFSL arbetar också aktivt med att utbilda både medlemmarna och andra hbtqi-personer i hur man tillvaratar sina demokratiska rättigheter och arbetar för förändring genom påverkansarbete. Det görs dels genom intern utbildning men man har också haft en "påverkansskola" under Stockholm Pride 2005.

#### Informationsverksamhet
RFSL:s opinionsbildade arbete bedrivs också genom informationsverksamhet, som i många fall också fungerar som identitetsstärkande informationsverksamhet, framförallt när det gäller skolinformationsverksamheten och säkrare-sex-informationen. Förbundet erbjuder hbtqi-utbildningar till företag, kommuner och landsting. Många av RFSL:s olika avdelningar bedriver skolinformationsverksamhet. Då besöker man skolor för att informera om normativa strukturer, minoritetsstress och hur det är att leva som homosexuell, bisexuell eller transperson. RFSL arbetar också förebyggande med hiv.prevention och säkrare-sex-information både på förbundets hiv- och hälsokansli och i avdelningarna. Bland annat har man en hälsosajt på flera språk för hbtqi-personer. Man bedriver aktiv, uppsökande informationsverksamhet och arbetar med större informationskampanjer, samt har en uppsökande kondomutdelarservice. Under 2000-talet publicerade RFSL en broschyr om alkohol, droger och sex med titeln 'Hur du överlever utelivet', med avsikt att minska riskerna förknippade med drogbruk. Materialet mötte kritik från bland andra Riksförbundet Sveriges invandrare mot narkotika, som menade att broschyren kunde tolkas som drogliberal.

#### Stödverksamhet
RFSL har viss stödverksamhet på förbundsnivå, genom den brottsofferjour man har. Merparten av den sociala stödverksamheten bedrivs dock i avdelningarna, som oftast har telefonjoursverksamhet och i de större avdelningarna även rådgivning med anställda kuratorer.[källa behövs]

#### Internationell verksamhet
RFSL har ett växande internationellt engagemang, där man arbetar för att förbättra hbtqi-personers situation i länder som exempelvis Polen, Turkiet och Uganda samt länderna i Baltikum. Organisationen har konsultativ NGO-status i FN och bedriver flera internationella projekt. RFSL arbetar också genom sitt medlemskap i de internationella organisationerna ILGA och ILGA Europa, ger ut landrapporter om hbtqi-personers situation i andra länder och ger ut ett nyhetsblad med internationella nyheter om hbtqi-personers rättigheter och situation i världen. RFSL har också gett ekonomiskt stöd till Pride-parader i Polen och Baltikum, främst finansierat av organisationens medlemmar, och deltar sedan flera år[när?] vid flera av de europeiska prideparaderna, ofta tillsammans med svenska regeringsledamöter.[källa behövs]

#### HBTQI-certifieringar
Sedan lanseringen av certifieringar 2008 har RFSL certifierat 550 verksamheter (bibliotek, ungdomsmottagningar, sjukhus, skolor, och statliga myndigheter). Certifieringarna hanteras av RFSL Media & Info AB.

### Ekonomi
RFSL:s intäkter 2019:4
|  | Bidrag 48 086 tKr (86,9 %) |

|  | Nettoomsättning 5 714 tKr (10,3 %) |

|  | Övriga intäkter 1 183 tKr (2,1 %) |

|  | Medlemsavgifter 374 tKr (0,7 %) |

|  | Gåvor 1 tKr (0,0 %) |

RFSL är främst finansierat via olika bidrag från den offentliga sektorn. 2023 var intäkterna 67,0 miljoner SEK,  varav 51,1 miljoner SEK eller 76 procent kom från svenska myndigheter. Utöver direkta bidrag från myndigheter erhöll RFSL 10,7 miljoner SEK eller 16 procent av intäkterna, från organisationen ForumCiv, som i sin tur finansieras till 96 procent av offentliga medel. På förbundskansliet fanns motsvarande 47 heltidstjänster. 96 % av RFSL:s intäkter var bidrag, medan medlemsavgifter och gåvor utgjorde 0,8 % av intäkterna.:4 De största bidragen 2023 var 30,1 miljoner SEK från Sida, 10,7 miljoner SEK från ForumCiv, och 10,0 miljoner SEK från Folkhälsomyndigheten.:9 RFSL:s största utgifter var 37,9 miljoner SEK övriga externa kostnader, och 29,1 miljoner SEK personalkostnader.:4

### FörbundstidningenKomUt
RFSL gav under många år ut förbundstidningen KomUt. Tidig och långvarig chefredaktör var Greger Eman som hastigt avled 2003. Han efterträddes av Anna-Maria Sörberg, som var chefredaktör till 2006. Senare chefredaktörer har varit bl a Karin Lenke och Mathilda Piehl.

### RFSL Media & Info AB
RFSL Media & Info AB är ett av RFSL helägt utbildnings- och konsultbolag och med en nettoomsättning på 10,7 MSEK. Strategin är att kommersialisera kunskap som skapas inom RFSL. Eventuell vinst går till RFSL:s arbete och arbete som den ideella föreningen kan ha svårt att finansiera, som stöd till RFSL-avdelningar i landet och stöd till flyktingar, papperslösa, och utsatta hbtqi-personer.

### Insamlingsstiftelsen RFSL
Insamlingsstiftelsen RFSL totala insamling 2019 var 868 000 kronor.

### RFSL Ungdom
År 2003 bildades ett rikstäckande ungdomsförbund, RFSL Ungdom, som är avsett att "ge ungdomar chans att arbeta för ungdomar på sina egna villkor". RFSL Ungdom hade bildats som en avdelning inom RFSL 1999, men blev en egen organisation 2003. År 2007 genomfördes förändringar i medlemssystemet, vilket innebär att personer som är 26 år eller yngre blir medlemmar i RFSL Ungdom, och dubbelansluts till RFSL kostnadsfritt. För personer över 26 blir man medlem i RFSL och dubbelansluts till RFSL Ungdom kostnadsfritt.
RFSL Ungdom fick åren 2011-2016 bidrag från Myndigheten för ungdoms- och civilsamhällesfrågor:
| År                                               | 2016      | 2015      | 2015      | 2014      | 2013      | 2012 | 2011      |
| MUCF Organisationsbidrag avrundat till 1 000 SEK | 1 055 000 | 1 186 000 | 1 157 000 | 1 172 000 | 1 190 000 | 0    | 1 001 000 |

## Priser och utmärkelser
Organisationen utsågs av tidningen Resumés jury till årets lobbyist år 2000, framförallt för framgången med att lobba för införandet av partnerskapslagen. Juryn motiverade utnämningen med att "sällan har så många fått känna av en så påtaglig förändring av samhällsklimatet, där så få haft ett så viktigt inflytande". 2016 vann RFSL Newcomers Hedeniuspriset utdelat av Humanisterna.

## Ledarhistorik

### Förbundsordförande
- 1950–1951 Tore Hultman
- 1951–1953 Owe Ahlström
- 1953–1955 Bengt Borgstedt
- 1955–1971 Owe Ahlström
- 1971–1971 Barbro Sahlin
- 1971–1972 Jan-Åke Nilsson
- 1972–1973 Stig-Åke Petersson
- 1973–1974 Kjell Rindar
- 1974–1975 Sten Lind
- 1975–1976 Sten Sönnerberg
- 1976–1976 Lars Lingvall
- 1976–1981 (posten avskaffad)
- 1981–1984 Kjell Rindar
- 1984–1988 Stig-Åke Petersson
- 1988–1991 Hans Ytterberg
- 1991–1995 Tobias Wikström
- 1995–1998 Håkan Andersson
- 1998–2000 Christine Gilljam
- 2000–2001 Anders Selin
- 2001–2010 Sören Juvas
- 2010–2016 Ulrika Westerlund
- 2016–2017 Frida Sandegård
- 2017–2018 Magnus Kolsjö (tillförordnad)
- 2018–2019 Sandra Ehne
- 2019–2021 Deidre Palacios
- 2021-2023 Trifa Shakely[75]
- 2023- Peter Sidlund Ponkala [76]

### Förbundssekreterare
- 1990–1997 Eva Ahlberg[källa behövs]
- 1997–1998 Martin Andreasson
- 1998–2001 Eva Ogenborg[källa behövs]
- 2001–2002 Peter Johansson
- 2002–2004 Anna Larsen[källa behövs]
- 2004–2006 Anna-Karin Skantz[källa behövs]
- 2006–2007 Jonas Hansson[källa behövs]
- 2007–2008 Hans Boskär[källa behövs]
- 2008–2010 Krister Fahlstedt[källa behövs]
- 2010–2012 Jonah Nylundh[källa behövs]
- 2012– Posten avskaffad[källa behövs]

### Generalsekreterare
2023- Tawar Dabaghi

### Källförteckning (Historikavsnittet)
- RFSL - HBT-historia
- Andreasson, Martin (red.) (2000) Homo i folkhemmet, Anamma Förlag, WS Bookwell Finland, ISBN 91-87-89496-3
- Wasniowski, Andréaz, Den korrekta avvikelsen: Vetenskapsanvändning, noramalitetssträvan och exkluderande praktiker hos RFSL, 1950-1970 (Umeå: Förlaget Holzweg, 2007) ISBN 978-91-976832-03